# Bannatettix brevipennis
Bannatettix brevipennis är en insektsart som beskrevs av Deng, W.-a., Z. Zheng och S.-z. Wei 2008. Bannatettix brevipennis ingår i släktet Bannatettix och familjen torngräshoppor. Inga underarter finns listade i Catalogue of Life.